# 川崎老人ホーム連続殺人事件
川崎老人ホーム連続殺人事件（かわさき ろうじんホームれんぞくさつじんじけん）とは、2014年（平成26年）11月から同年12月にかけ、神奈川県川崎市幸区幸町2丁目の有料老人ホーム「Sアミーユ川崎幸町」で発生し、直ちに発覚せずその後の2016年（平成28年）2月に救急救命士の国家資格を持つ施設の元職員Iが逮捕された連続殺人事件。

## 概要
2014年11月から12月にかけて川崎市の有料老人ホーム「Sアミーユ川崎幸町」にて相次いで入居者3人が転落死し、初動捜査では変死として処理されたものの殺人事件の可能性が疑われていた。
2016年2月16日、神奈川県警はこの件に関わった元職員の男I（当時23歳）を殺人容疑で逮捕した。Iは2015年5月に同老人ホームで繰り返し窃盗を行った容疑で逮捕され、懲役2年6カ月・執行猶予4年の有罪判決を受けていた。

## 経過
- 2014年
  - 5月 - Iが事件が起きた老人ホームで働き始める[2]。
  - 11月4日 - 要介護3の87歳男性Aが敷地の裏庭で転落死しているのが見つかった[1][2]。
  - 12月9日 - 要介護2の86歳女性Bが敷地の裏庭で転落死しているのが見つかった[1][2]。
  - 12月31日 - 要介護3の96歳女性Cが敷地の裏庭で転落死しているのが見つかった[1][2]。
- 2015年
  - 5月ごろ - 神奈川県警の捜査一課が本格的に捜査に参加する[4]。それまでは所轄の幸警察署が捜査しており、一部の捜査員は3件ともIの当直日に事件が発生したことなどを把握していたが、事故や自殺の可能性が残るとの観点から、捜査一課との情報共有や連携要請をしていなかったことや、捜査を担当した捜査一課の検視官3人（3件ともそれぞれ別人が担当）も捜査の必要性を幹部に進言していなかったことなどが、事件解決時に問題視された[4]。
  - 5月21日 - Iが入所者の財布を盗んだとして、窃盗容疑で逮捕された[2]。
  - 8月 - 神奈川県警は本事件の捜査における反省を踏まえ、同一施設での過去の不審死事件などを検索できる新システムを導入[4]。
  - 9月24日 - Iが窃盗罪で懲役2年6ヶ月・執行猶予4年の有罪判決を受けた[2]。
  - 9月 - 事件が発覚。Iは毎日新聞などの取材に「家族が亡くなったのがきっかけで、お見送りをやりたいと思い、介護業界を選んだ。やりがいは感謝の言葉をかけてもらえること」などと語り、事件への関与を否定した[6]。
  - 12月11日 - 別の元職員3人が入居者に暴行を加えたとして暴行容疑で書類送検され、後に1人が在宅起訴、残る2人が不起訴（理由は不明）となった[2][7]。
  - 12月21日 - 川崎市が施設からの介護報酬の請求を3ヶ月間停止させる行政処分を行った[2]。
- 2016年
  - 1月下旬 - ここから数回にわたり、所轄の幸警察署がIを事情聴取した[8]。
  - 2月15日 - Iが殺害を認める供述をしたため、神奈川県警が殺人容疑で逮捕した。供述の中には犯人しか知り得ない情報があったという[8][2]。
  - 2月16日 - Iが2014年11月4日にAを殺害した疑いで逮捕された[6]。
  - 3月4日 - Iが2014年12月9日にBを殺害した容疑で再逮捕された[9]。同日、横浜地方検察庁により、1件目についての殺人罪で、横浜地方裁判所に起訴された[10][11]。
  - 3月5日 - 神奈川県警幸署捜査本部の捜査により、Bが転落死した際、女性の部屋の個室ベランダに、パイプ椅子があったことが判明した[12]。
  - 3月25日 - Iが2014年12月31日にCを殺害した容疑で再逮捕された[13]。同日、2件目についての殺人罪で、横浜地検から追起訴された[14]。
  - 4月15日 - 横浜地検が、3件目についての殺人罪でIを追起訴し、捜査が終結した[15]。

## 刑事裁判
2017年11月6日に横浜地方裁判所（渡辺英敬裁判長）で開かれた公判前整理手続で、裁判員裁判の初公判期日が2018年1月23日に指定された。
Iは逮捕直後、3人の殺害を自白していたが、公判前整理手続では一転して、事件当時について「記憶していない」と説明し、さらに「記憶はあるが、やっていない」と、説明が二転三転した。弁護人は「自白の内容は信用できない」と主張しており、逮捕直後の自白の信用性が、公判における最大の争点となった。

### 第一審
2018年1月23日、横浜地裁（渡辺英敬裁判長）で、裁判員裁判による刑事裁判の初公判が開かれた。
冒頭陳述で、検察側は「3件の事件時、当直勤務に入っていたのは、いずれも被告人Iのみであり、I以外が犯人である可能性は極めて低い」とした上で、Iが殺害を認めた取り調べの様子について「録音・録画もしており、信用性がある。本事件は、職員への信頼を利用し、非力な高齢者を狙った連続殺人事件だ」と主張した。
一方、Iは「起訴状記載の時間帯に施設にいたことについては記憶はあるが、何もやっていません」として、起訴内容を否認した。これに加え、弁護人は、「事件性・被告人の犯人性、責任能力を争う」、「被告人は事件当時、健忘症の症状があることから、当時の記憶がない」などとして、無罪を主張した。
初公判以降、計23回の審理を行い、医師や施設関係者らの証人尋問など、証拠調べを行った。

#### 死刑求刑
2018年3月1日、横浜地裁（渡辺英敬裁判長）で、論告求刑公判が開かれ、検察は被告人Iに対し、死刑を求刑した
。
その後、最終弁論で、被告人の弁護人は、「『Iが被害者らを転落させた』という客観的な証拠はなく、事故や自殺の可能性がないとはいえない。捜査段階におけるIの自白は、警察官の誘導・圧力によって、追い詰められた状況でしたものだ」と述べ、改めて無罪を主張した。
最終意見陳述で、被告人Iは、「取り調べから解放されたくて、虚偽の自白をしたが、法廷では真実しか話していない。自分は何もやっていない」と、無実を訴え、結審した。

#### 死刑判決
2018年3月22日、判決公判が開かれた。横浜地裁（渡辺英敬裁判長）は、検察側の求刑通り、被告人Iに死刑判決を言い渡した。
横浜地裁は判決理由で、「被告人の自白は、捜査員から強要された可能性は低く、信用性は相当高い」と事実認定した上で、量刑理由については「情状の余地は認められず、更正〔ママ?〕の可能性も期待できない」と指弾した。
被告人・弁護人側は、判決を不服として、同日付で東京高等裁判所に控訴した。

### 控訴審
2019年（令和元年）12月20日、東京高等裁判所（朝山芳史裁判長）で控訴審の初公判が開かれ、被告人Iの弁護人は第一審と同じく無罪を主張した一方、検察側は控訴棄却を求めた。
2021年（令和3年）8月30日の公判で、被告人質問が行われ、Iは改めて無実を訴えた上で、取り調べで殺害を自供した理由について「認めないと取り調べが終わらないと思った」「認めれば警察がマスコミの取材から家族を守ってくれると思った」などと述べた。
同年11月26日、東京高裁（細田啓介裁判長）で、弁護人と検察官による最終弁論が行われ、弁護人が改めて無罪を主張し、控訴審は結審した。

#### 控訴棄却判決
2022年（令和4年）3月9日に控訴審判決公判が開かれ、東京高裁（細田啓介裁判長）は被告人Iの自白の信用性を認めて原判決を支持し、弁護側の控訴を棄却する判決を言い渡した。

### 死刑確定
弁護側は控訴審判決を不服として、同月18日付で上告したが、2023年（令和5年）5月11日付でI自身が最高裁への上告を取り下げたため、同日付でIの死刑が確定した。

## 動機
動機について、Iは「様々な感情があった」と述べ、転落死したAについて「手がかかる人だった」と述べた。また、「介護の仕事にストレスがたまっていた」という趣旨の供述もしたことから、神奈川県警察は介護のストレスから犯行に及んだとみている。そして、Iは「申し訳なかった」と反省の言葉を口にした。

## 犯人・I死刑囚について
逮捕されたIについて、知人は「優しいやつ」と語る一方「虚勢を張る面もあった」と語った。救命救急士の国家資格を持っていたこともあり、周囲からは介護職としての評価は高かったという。しかし、事件当時、施設で窃盗が相次いでおり、すべて被疑者によるものだと疑われていた。また、自分の妹が亡くなった事にするなど、虚言癖も指摘されている。さらに、同施設における別の死亡にも関わっていた可能性が指摘されている。

## 警察の対応について
被害者の司法解剖が行われず、初動捜査が遅れた。

## 対策
川崎市は事件を受けて、老人ホームの管理監督を担当する部署の人員を、2016年4月から4人増やすなどして、施設への監査や指導の体制を強化していく考えを示した。